# Przyzłotka zielona
Przyzłotka zielona (Chrysanthia viridissima) – gatunek chrząszcza z rodziny zalęszczycowatych.